# شاپرک تاج گل
شاپرک تاج گل (Catharylla coronata) شاپرکی است از تیره علف‌بیدان است. این گونه در برزیل زندگی می‌کند. طول بال‌های جلویی این حشره در نرها ۱۰ تا ۱۳ میلی متر و در ماده‌ها ۱۴ تا ۱۶ میلی متر است. این شاپرک در زمره جانوران کشف شده در سال ۲۰۱۴ می باشد.